# Linus Tolke
Linus Tolke właściwie Per Eskil Tolke (ur. 15 stycznia 1966) – szwedzki informatyk i wikipedysta. Założyciel szwedzkojęzycznej Wikipedii.

## Życiorys
3 maja 2001 założył szwedzkojęzyczną Wikipedię, która jest trzecią pod względem wielkości wersją językową Wikipedii, po anglojęzycznej i cebuańskiej (stan z: 29 kwietnia 2017).
Jest krótkofalowcem. Jego znak wywoławczy to: SM5OUU.